# When It's Love
When It's Love è una power ballad del gruppo musicale statunitense Van Halen, estratta come singolo nel giugno 1988 dall'album OU812. 
Fu il singolo di maggior successo dell'album, raggiungendo il primo posto nella classifica Mainstream Rock Songs e la quinta posizione della Billboard Hot 100.

## Il brano
Il brano si caratterizza per la forte presenza di tastiere, oltre che per la sua melodia ritmica. Eddie van Halen ha affermato di essersi ispirato a Eric Clapton nell'eseguire il particolare assolo di chitarra della canzone. 
Sin dalla sua pubblicazione, il brano è stato regolarmente eseguito nei concerti dal vivo con Sammy Hagar alla voce, ed infatti appare nell'album Live: Right Here, Right Now del 1993. Il pezzo è stato anche incluso nelle scalette dello sfortunato tour con Gary Cherone alla voce nel 1998.
La canzone è stata indicata come la 24ª più grande power ballad di sempre da VH1.

## Video musicale
Il videoclip del brano è stato girato in un bar nei Paesi Bassi e mostra la band che si esibisce, alternata a piccole sequenze in cui viene presentata la storia d'amore tra una barista e un cliente. Il video è incluso nel DVD Van Halen: Video Hits, Vol. 1.

## Tracce
7" Single Warner Bros. 927 816-7
1. When It's Love (Edit) – 4:32
2. A Apolitical Blues – 3:48

12" Maxi Warner Bros. 921 000-0
1. When It's Love (LP) – 5:38
2. A Apolitical Blues – 3:48
3. When It's Love (Edit) – 4:32

CD-Single Warner Bros. 921 007-2
1. When It's Love (LP) – 5:38
2. A Apolitical Blues – 3:48
3. When It's Love (Edit) – 4:32
4. Why Can't This Be Love – 3:45

## Formazione
- Sammy Hagar – voce
- Eddie van Halen – chitarra, tastiere, cori
- Michael Anthony – basso, cori
- Alex van Halen – batteria

## Classifiche
| Classifica (1988)             | Posizione massima |
| ----------------------------- | ----------------- |
| Australia                     | 23                |
| Canada                        | 21                |
| Irlanda                       | 23                |
| Regno Unito                   | 28                |
| Stati Uniti                   | 5                 |
| Stati Uniti (mainstream rock) | 1                 |